# Kumartuli

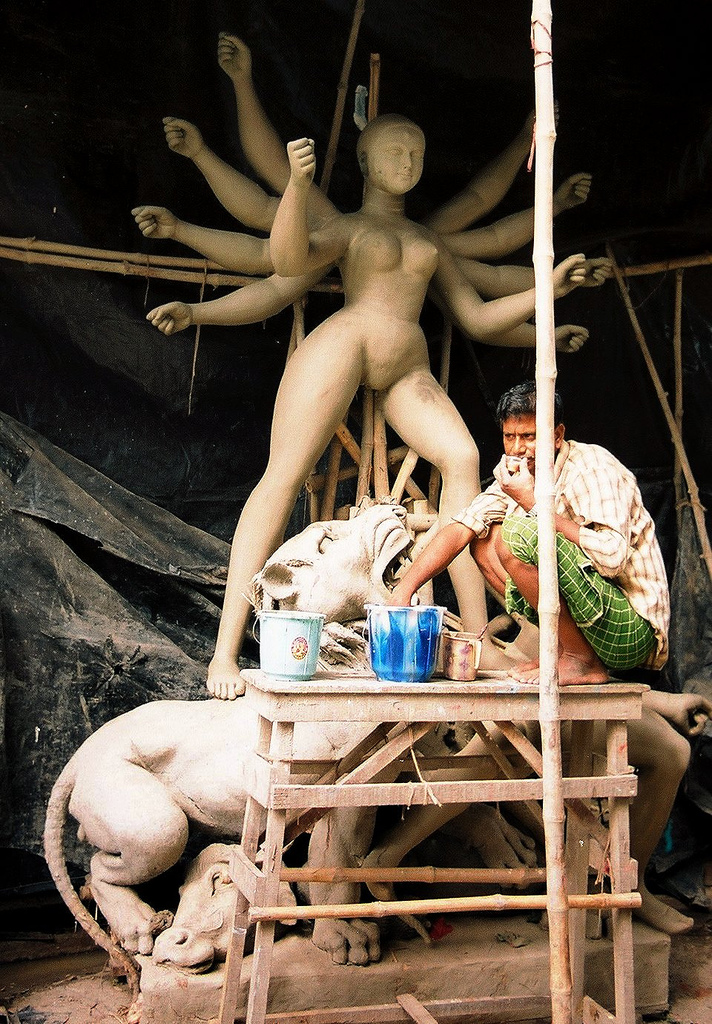
Un sculpteur prenant son thé devant son œuvre : une statue de Durga inachevée.

Kumartuli est un quartier du nord de Calcutta (Bengale) en Inde, célèbre centre de création des idoles hindoues qui servent aux dévotions liées aux festivals religieux. Kumartuli est particulièrement actif à l'approche du festival de Durgā pūjā, en octobre, fort populaire à Calcutta et au Bengale. Les rues sont alors encombrées d'idoles du panthéon hindou, très souvent Durga ou Ganesha. De père en fils, les artistes répètent inlassablement les mêmes gestes ce qui a permis de pérenniser une ancienne tradition artistique.

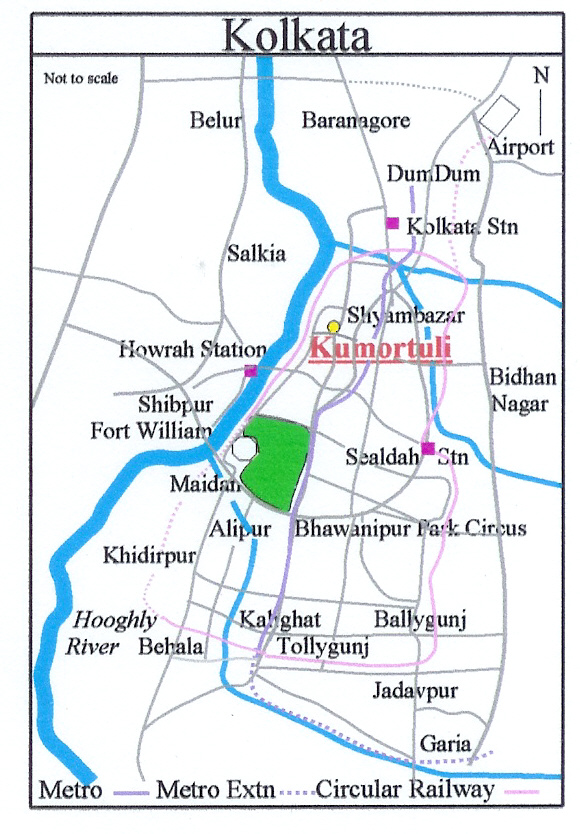
Plan du Quartier de Kumartuli

L'histoire de ce quartier de Kumar-s (potiers) remonte à un demi-siècle, c'est en 1606 que se déroule la première puja selon la société asiatique de Calcutta. Aujourd'hui plus de 12 000 idoles par an sont façonnées par 250 artistes, idoles qui s'exportent partout dans le monde (Canada, Angleterre, Australie, Europe de l'Est).
La sculpture indienne ou pandal de Kumartuli reprend les canons indiens traditionnels. On en trouve de différentes tailles en fonction des utilisations et des moyens du client. Une idole est faite en plusieurs étapes: la première consiste en la création d'une armature (ou squelette) en bois, généralement bambou. Ensuite, cette armature est recouverte d'un mélange de paille et d'argile afin de donner à la sculpture ses volumes généraux.  Après, l'artiste sculpte l'idole, travaillant particulièrement les membres qui seront visibles comme la tête, les bras et le buste. L'idole est ensuite peinte puis habillée. Chaque artiste est spécialisé dans une étape particulière, tous se relayant. L'étape la plus importante est celle appelée Chokhhu Daan lorsque l'artiste le plus mûr de l'atelier maquille les yeux de la déesse.
La principale source de travail pour ces artistes est la fête de Durgā pūjā pour laquelle ils travaillent plusieurs mois avant. Au comble de la fête, après une procession dans la ville, les idoles éphémères sont plongées dans le Gange. Chaque année, 1 million de touristes vient visiter le quartier.

## Sources
1. ↑  Amlan Home Chowdhury; Kumartuli, Potters Town;
2. ↑  Sahoo, Srilat Saha, Durga Puja – the festival of peace and harmony,Press Release,Press Information Bureau, Government of India, 15 juillet 2007.Press Information Bureau English Releases